# Shukrayaan-1
Shukrayaan-1 est un projet de mission spatiale à destination de la planète Vénus étudié depuis 2017 par l'agence spatiale indienne. Si le financement était approuvée, la sonde spatiale de type orbiteur serait lancée par une fusée indienne GSLV vers 2024/2026. L'instrument principal de la sonde spatiale qui orbitera autour de Vénus est un radar à synthèse d'ouverture. Le principal objectif de la mission est de cartographier la surface de la planète et d'étudier son atmosphère.

## Objectifs scientifiques
Les objectifs scientifiques de la sonde spatiale sont les suivants, : 
- Cartographier la surface de la planète avec une résolution spatiale comprise entre 30 et 40 mètres
- Déterminer la structure et la stratigraphie de celle-ci en particulier ses Point chauds.
- Déterminer les caractéristiques de l'atmosphère de Vénus (structure et composition, dynamique des nuages) et de l'ionosphère de la planète.

## Caractéristiques techniques de la sonde spatiale
Shukrayaan-1 est un engin d'environ 2500 kilogrammes dont 100 kilogrammes de charge utile. 

## Instruments
L'instrument principal de la mission est un radar à synthèse d'ouverture, version améliorée du radar embarqué sur la sonde spatiale indienne Chandrayaan-2 en orbite autour de la Lune. Sa résolution est quatre fois meilleure que celle de la sonde spatiale de la NASA Magellan. La sonde spatiale disposera également d'un radar destiné à sonder les couches superficielles de la planète. Les autres instruments ont été sélectionnés à la suite d'un appel à propositions lancé en 2018 auprès des instituts de recherche de l'Inde et des autres pays. 20 instruments ont été présélectionnés : 
Plusieurs instruments sont fournis par des agences spatiales étrangères : 
- un instrument suédois destiné à mesurer le taux d'échappement des particules neutres et ionisées et VIRAL (Venus InfraRed Gases Linker)
- un spectromètre à occultation développé conjointement par l'agence spatiale française (CNES) et l'institut de recherche russe IKI.

## Déroulement de la mission
La sonde spatiale doit être lancée par une fusée indienne GSLV Mk II mais l'utilisation d'une Mk III plus puissante et donc pouvant emporter plus d'ergols et une charge utile plus importante est envisagée. Après un transit de plusieurs mois entre la Terre et Vénus, la sonde spatiale doit se placer sur une orbite très elliptique de 500 x 60000 kilomètres. Au cours de l'année suivante, la sonde spatiale utilise la technique de l'aérofreinage pour se placer sur une orbite polaire basse de 200 x 600 km. 